# Bmaryam
Bmaryam (ou Bmariam) est un village du district de Baabda, dans le gouvernorat du Mont-Liban, au Liban.

## Histoire
Durant la guerre des montagnes de nombreux chrétiens du village ont fui à cause des combats. Le 1er septembre 1983, des milices druzes sont entrées dans le village sous contrôle syrien et ont tué 39 civils chrétiens,. La station de radio Voice of Lebanon, dirigée par des phalangistes de droite, a indiqué que les milices avaient « massacré environ 40 personnes âgées et enfants avec des couteaux, dont le prêtre de la ville », et qu'un seul chrétien avait survécu.